# Kalcerrytus carvalhoi
Kalcerrytus carvalhoi là một loài nhện trong họ Salticidae.
Loài này thuộc chi Kalcerrytus. Kalcerrytus carvalhoi được Bauab & Ilka Maria Fernandes Soares miêu tả năm 1978.